# عملیات آفتاب

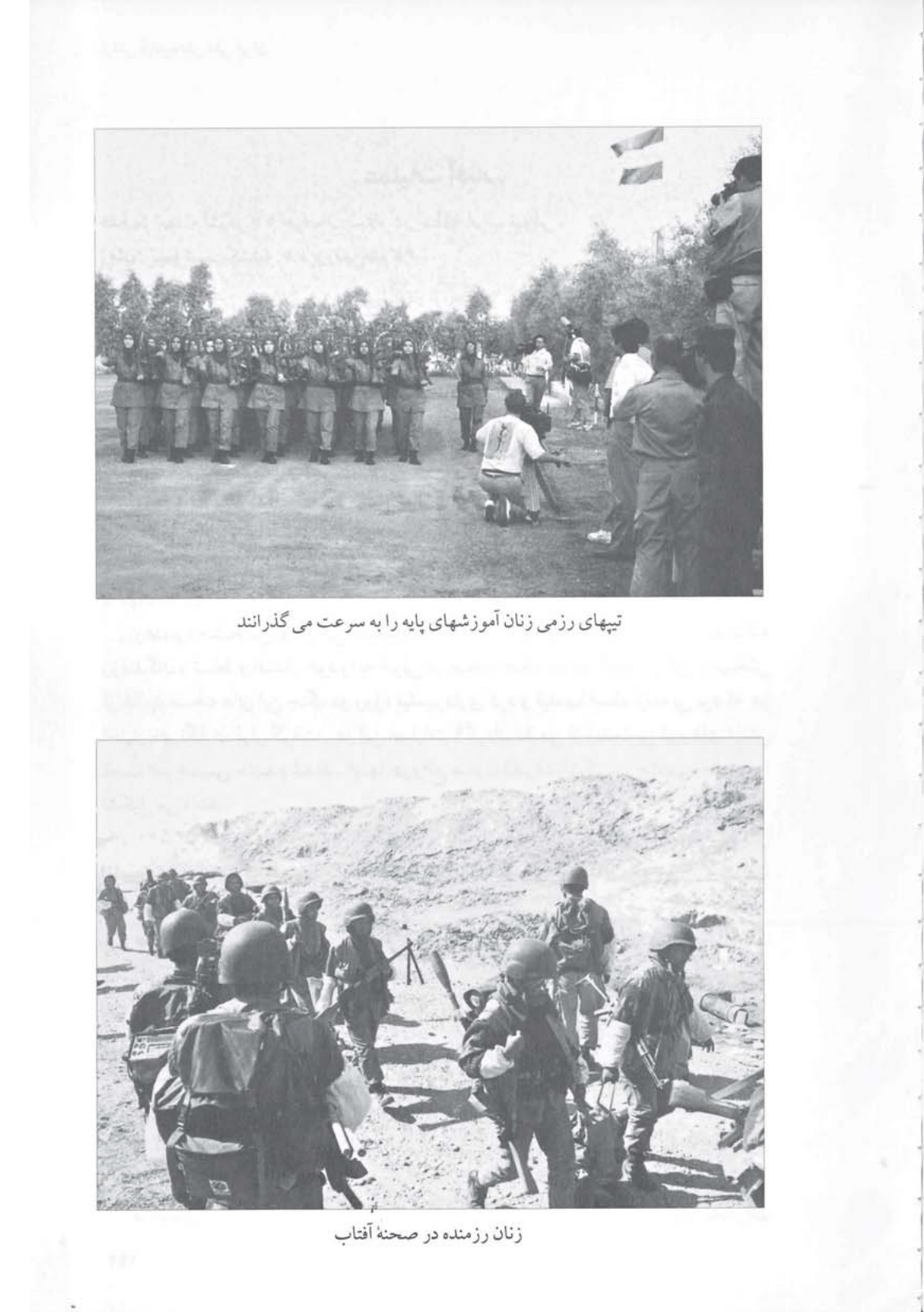
رزمنده های زن مجاهدین خلق

عملیات آفتاب نام نخستین عملیات از عملیات‌های سه‌گانه سازمان مجاهدین خلق ایران بود که علیه نیروهای نظامی حکومت ایران صورت پذیرفت. این عملیات در ۸ فروردین ۱۳۶۷ انجام شد.

## شرح عملیات
عملیات آفتاب در ساعت ۰۰۵۲ بامداد روز دوشنبه ۸ فروردین ۱۳۶۷ آغاز شد. این عملیات با شرکت ۱۵ تیپ رزمی ارتش آزادیبخش ملی ایران در منطقه شوش و مرز فکه در جبهه‌ای بطول ۳۰ کیلومتر انجام شد. و به شکست کامل لشکر ۷۷ خراسان و تصرف ۶۰۰ کیلومتر مربع از خاک ایران انجامید. در این عملیات مجاهدین کنترل بزرگراه بین‌المللی و استراتژیک دزفول – عماره، در غرب شهر شوش را به دست گرفتند. لشکر ۷۷ خراسان با قریب ۲۰۰۰ کشته و ۱۵۰۰ زخمی، شکست خورد و ۵۰۸ نفر از نیروهای آن اسیر شدند که ۴۱۷ نفر آنها به پشت جبهه منتقل شدند. نیروهای مجاهدین ظهر روز دوشنبه ۸ فروردین منطقه عملیاتی را ترک کرده و به پایگاه‌های خود بازگشتند. ۳۲ نفر از اعضای سازمان مجاهدین در این عملیات کشته شدند.
منابع جمهوری اسلامی، این مدعا را رد می‌کنند و معتقد به عدم موفقیت مجاهدین در این عملیات هستند.

### ترکیب نیروها
۱۵ تیپ رزمی و پشتیبانی ارتش آزادیبخش ملی ایران در ۳ محور عملیاتی به مواضع لشکر ۷۷ خراسان و گردانهای ۳۰۷ ژاندارمری و ستاد فرماندهی پادگان انصار۲ در منطقه فکه تهاجم کرده و توانستند آنها را شکست دهند.

#### حضور تیپ‌های رزمی زنان
در عملیات آفتاب دو تیپ رزمی زنان مجاهد خلق شرکت داشتند.

### غنائم جنگی
در جریان این عملیات ده‌ها تانک و خودروی زرهی، جنگ‌افزارهای سنگین، تجهیزات و مهمات ارتش جمهوری اسلامی به ارزش ۱۰۰ میلیون دلار منهدم شد. ۴ تانک ام ۴۷، یک نفربر زرهی ام ۱۱۳ و ده‌ها قبضه توپ، توپ‌های ضدهوایی و انبوهی سلاح‌های سنگین و سبک به غنیمت گرفته شد. چندین هزار سنگر فرماندهی، اجتماعی، انفرادی، نگهبانی، آتشباری و مخابرات و بیش از ۱۰۰ زاغه مهمات و ۱۲ انبار بزرگ تدارکاتی به‌دست ارتش آزادیبخش ملی ایران افتاد و بخشی از آنها منهدم شد.

## بازتاب در رسانه‌ها
خبرگزاری فرانسه (AFP): این عملیات به وسیله ۱۵ تیپ ارتش آزادیبخش ملی در جنوب غربی دزفول در استان خوزستان انجام گرفت که طی آن ۶۰۰ کیلومتر مربع در جنوب شهر شوش به کنترل نیروهای مجاهدین درآمد. این خبرگزاری همچنین عکسی از غنائم بدست آمده و اسیران منتشر کرد.
خبرگزاری رویتر در متن مصاحبه خبرنگار خود با یکی از افسران به اسارت درآمده نوشت: «ما صدای توپخانه و آتشباری را شنیدیم و یکباره خود را در محاصره جنگجویان ارتش آزادیبخش دیدیم و خود را تسلیم کردیم.» رویتر افزود که دو سرگرد اسیر شده دیگر نیز صحبت‌های مشابهی کردند.
خبرگزاری آسوشیتدپرس با انتشار عکسی از اسیران عملیات آفتاب، گزارشی از این عملیات و حضور چندین سرگرد و سروان با اسامی مشخص را در بین ده‌ها افسر و درجه‌دار اسیر گزارش کرد.